# Tigeriltis
Der Tigeriltis (Vormela peregusna) ist eine Raubtierart aus der Familie der Marder (Mustelidae). Er lebt auf dem Balkan, in Vorder- und Zentralasien und ist nach seinem gemusterten Fell benannt.

## Merkmale

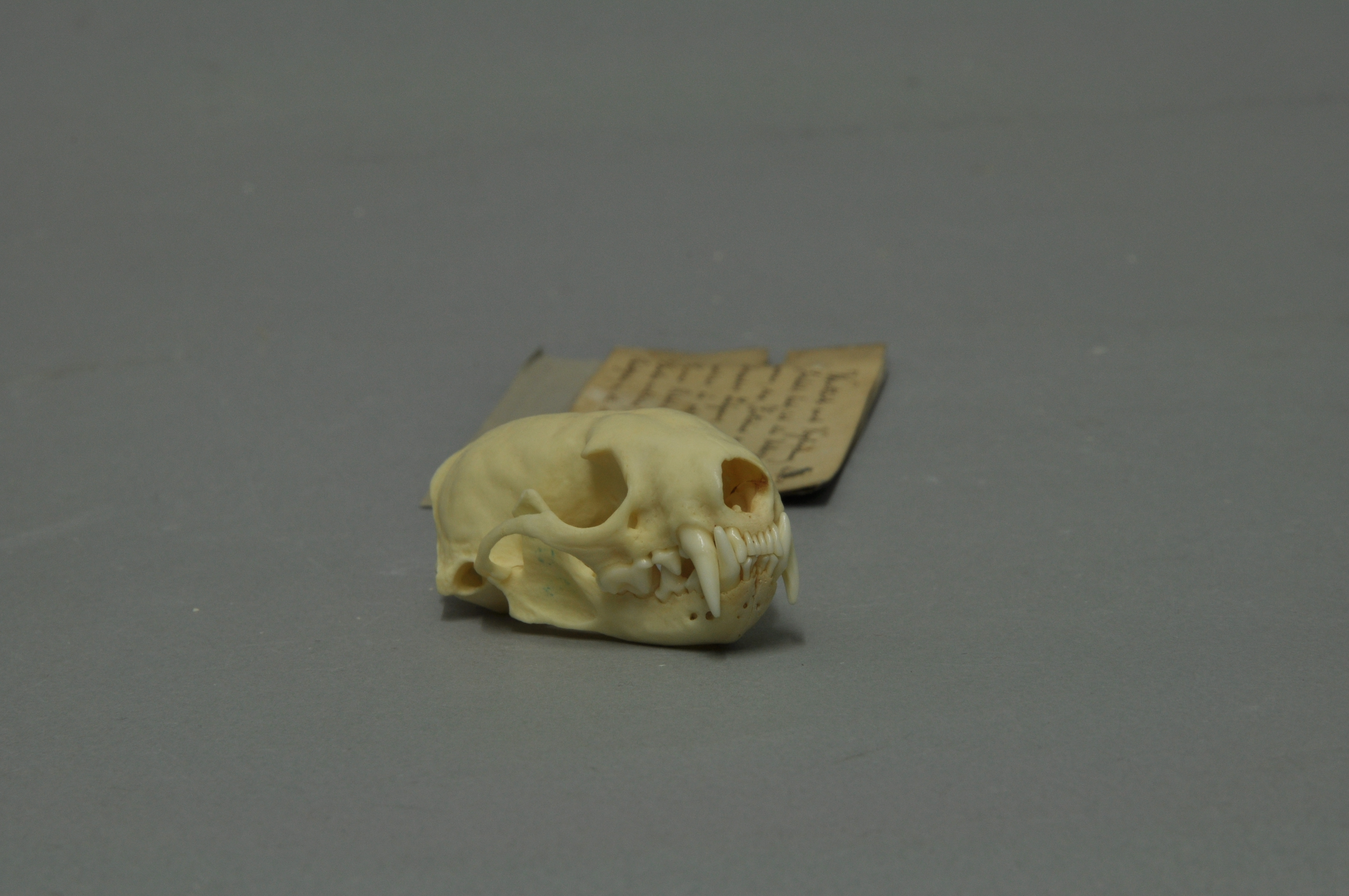
Schädel (Sammlung Museum Wiesbaden)

Der Tigeriltis ähnelt von der Gestalt her sehr dem Wald- und dem Steppeniltis, ist mit einer Kopf-Rumpf-Länge von 29 bis 38 Zentimetern und einer Schwanzlänge von ungefähr 15 bis 22 Zentimetern aber etwas kleiner als diese. Ausgewachsene Tigeriltisse wiegen zwischen 370 und 730 Gramm. Im Gegensatz zu vielen anderen verwandten Arten sind Männchen und Weibchen annähernd gleich groß. In seinem Körperbau zeigt er mit dem lang gestreckten, schmalen Rumpf und den kurzen Beinen den üblichen Körperbau vieler Mustelinae. Die Oberseite hat eine dunkelbraune Grundfärbung, die mit gelben Flecken und Streifen bedeckt ist. Die Bauchseite ist schwarz. Tigeriltisse haben eine auffällige schwarz-weiße Gesichtsfärbung: Die Umgebung des Mundes und ein breites Stirnband zwischen den Augen und Ohren sind weiß, der Rest des Gesichtes ist schwarz. Die Ohren sind ungewöhnlich groß. Der Schwanz ist buschig und hat eine schwarze Spitze.

## Verbreitung und Lebensraum

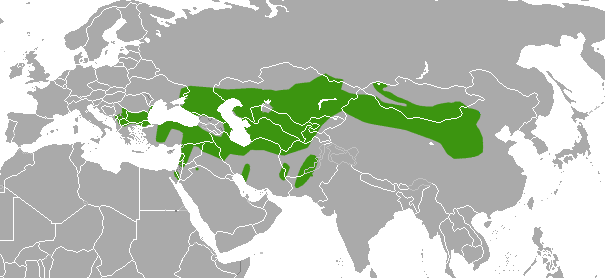
Verbreitungsgebiet des Tigeriltis

Die Tiere sind in Osteuropa und Asien verbreitet. Das Verbreitungsgebiet erstreckt sich von der Balkanhalbinsel und Vorderasien (ohne die Arabische Halbinsel) über das südliche Russland bis nach Pakistan. Isolierte Vorkommen gibt es zudem im russisch-kasachischen Grenzgebiet sowie im chinesisch-mongolischen Grenzgebiet. 
Tigeriltisse bewohnen trockene, baumlose Gebiete wie Steppen, Halbwüsten und Wüsten, gelegentlich auch grasbewachsene Flächen in Vorgebirgen. Sehr selten wurden die Tiere auch in Gebirgen beobachtet, wo sie in bis zu 3000 Metern Höhe nachgewiesen wurden. Inzwischen leben manche Tiere auch in Parks, Weinbergen und sogar Wohnsiedlungen.

## Lebensweise
Die Lebensweise der Tigeriltisse ähnelt sehr der des Steppeniltis. Sie sind vorrangig dämmerungs- oder nachtaktiv, gehen manchmal aber auch am Tag auf Nahrungssuche. Den Tag verbringen sie meist in einem Erdbau, den sie entweder selbst gegraben oder von anderen Tieren übernommen haben. Außerhalb der Paarungszeit leben sie einzelgängerisch. Die Reviere können sich überlappen, trotzdem gehen sich die Tiere meistens aus dem Weg.
Im Bedrohungsfall richtet der Tigeriltis die Körperhaare auf und beugt den buschigen Schwanz nach vorn, die warnende Signalfärbung soll ähnlich wie bei den Skunks Fressfeinde abschrecken. Nützt dies nichts, kann er aus seiner Analdrüse ein übelriechendes Sekret versprühen.

## Nahrung
Tigeriltisse jagen sowohl auf der Erdoberfläche, wo sie sich manchmal aufrichten, um einen besseren Überblick zu haben, als auch auf Bäumen, die sie erklettern. Am häufigsten gehen sie jedoch in den unterirdischen Gängen und Bauen von verschiedenen Nagetieren auf Jagd; manchmal lassen sie sich auch direkt in den Bauen nieder. Zu ihrer Hauptnahrung zählen Rennmäuse, Wühlmäuse, Ziesel und andere Erdhörnchen oder Hamster, daneben nehmen sie auch Vögel und andere Wirbeltiere sowie Insekten zu sich.

## Fortpflanzung
Die Paarung findet zwischen März und Juni statt. Die Tragzeit der Tigeriltisse dauert in der Regel 45 Tage. Sie kann sich aber auf bis zu elf Monate verlängern, was auf die Keimruhe und die damit verbundene verzögerte Einnistung zurückzuführen ist. Die Umweltbedingungen, vor allem die Temperatur, haben Einfluss auf die Tragzeit. Günstige Umweltbedingungen bedeuten eine kurze Tragzeit.
Pro Wurf bringen die Weibchen ein bis acht (durchschnittlich vier oder fünf) Junge zur Welt. Diese sind klein und blind, wachsen aber schnell und beginnen schon nach einem Monat, feste Nahrung zu sich zu nehmen. Weibchen werden bereits nach drei Monaten geschlechtsreif, bei Männchen dauert dies bis zu einem Jahr. 
Über die Lebenserwartung ist wenig bekannt. Ein Tier in menschlicher Obhut wurde knapp neun Jahre alt.

## Systematik

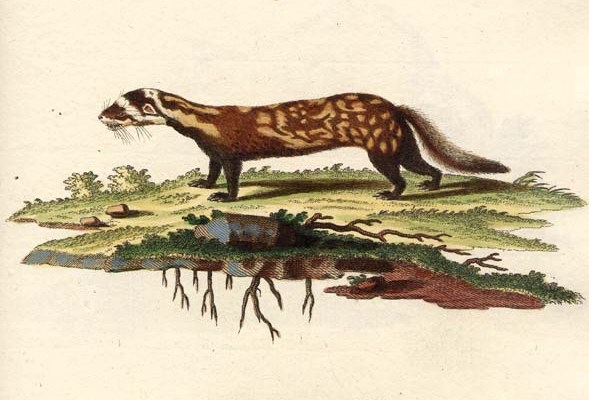
Tigeriltis (Zeichnung von Johann Christian Daniel von Schreber, 1780)

Sechs Unterarten werden unterschieden:
- Vormela peregusna peregusna: Die Nominatform lebt im südlichen Russland, in der südlichen Ukraine und im nördlichen Kaukasus.
- Vormela peregusna euxina: Die europäische Unterart ist von Kroatien über Bosnien-Herzegowina und Serbien bis Rumänien und Bulgarien verbreitet; außerdem in Moldawien, in der südwestlichen Ukraine und im Nordwesten der Türkei.
- Vormela peregusna syriaca: Israel, Libanon, Jordanien, Syrien, östliche Türkei, südlicher Kaukasus, nördlicher Irak, nordwestlicher Iran.
- Vormela peregusna alpherakyi: Westliches Kasachstan, Usbekistan, Turkmenistan, nördlicher Iran, Afghanistan, Pakistan.
- Vormela peregusna pallidor: Die erste der beiden isoliert lebenden Unterarten lebt in der Oblast Omsk.
- Vormela peregusna negans: Auch diese Unterart ist von den anderen isoliert und lebt im östlichen Teil des Grenzgebiets von Mongolei und Innerer Mongolei.

## Name
Sowohl Gattungs- als auch Artname sind dem Ursprung nach nicht lateinisch. Der Gattungsname Vormela ist gebildet aus dem deutschen Wormlein (alt für Würmchen). Der Artname peregusna leitet sich von pereguznya ab, einem ukrainischen Namen des Tigeriltisses.

## Gefährdung
Im 20. Jahrhundert sind die Bestände teilweise rapide zurückgegangen. Verantwortlich dafür ist weniger die Jagd auf ihr Fell, die im Vergleich zu anderen Mardern eine untergeordnete Rolle spielt (Fellbezeichnung: Perwitzky). Hauptbedrohung stellt vielmehr die Umwandlung ihres Lebensraums in landwirtschaftlich genutzte Gebiete dar. Weitere Todesfälle geschehen durch den Straßenverkehr, Vergiftungen durch Rattengift oder weil sie in für andere Tiere bestimmte Fallen geraten. Aktuell wird die Art in der Roten Liste gefährdeter Arten der Weltnaturschutzunion IUCN als gefährdet (vulnerable) bezeichnet, nachdem sie 1996 noch als nicht gefährdet galt.

## Das Verhältnis Mensch zu Tigeriltis
Wo Tigeriltisse in der Nähe des Menschen vorkommen, können sie in Hühnerställe eindringen oder sogar Nahrungsvorräte aus Hütten stehlen. Meistens gelten sie jedoch als nützlich, da ihre Hauptbeute Nagetiere darstellen. In Afghanistan werden sie manchmal halbzahm gehalten und zur Bekämpfung von Ratten und Mäusen eingesetzt.
Mit dem Tigeriltis verbindet sich eine alte russische Legende. Im Volksmund wird das Tier auch perewostschik („Fährmann“) genannt. Nach sibirischer Überlieferung trägt er Eichhörnchen und Hermeline als Fährmann auf seinem Rücken über die großen sibirischen Ströme.